# هوارد فيليبس
هوارد فيليبس (20 أبريل 1872 في المملكة المتحدة - 17 مارس 1960 في جنوب أفريقيا)  (بالإنجليزية: Howard Phillips)‏ هو لاعب كريكت بريطاني وبريطاني (وحمل سابقاً جنسية المملكة المتحدة لبريطانيا العظمى وأيرلندا). لعب مع نادي مقاطعة هامبشاير للكريكت ‏ وBorder (cricket team) ‏.

## وصلات خارجية
- هوارد فيليبس على موقع إي آس بي آن كريك إنفو (الإنجليزية)